# Групни развој
Групни развој су промене у интерним структурама, нормама, процесима и култури једне групе током времена. У групном социјалном раду, напредак ка постизању циља групе који неминовно води и њеном расформирању када је циљ задовољен.